# Angela Scoular
Angela Scoular (* 8. November 1945 in London, England; † 11. April 2011, ebenda) war eine britische Schauspielerin.

## Leben

### Karriere
Angela Scoular wurde hauptsächlich durch ihre Rollen in zwei James-Bond-Filmen bekannt. Sie gehörte zu den wenigen Schauspielerinnen, die in zwei Bond-Filmen unter verschiedenen Produktionsfirmen auftrat. Sie spielte 1967 in der Bond-Parodie Casino Royale die Rolle der Buttercup und 1969 in dem von Eon Productions produzierten James Bond 007 – Im Geheimdienst Ihrer Majestät neben dem Bond-Darsteller George Lazenby die Rolle der Ruby Bartlett. In Charles Chaplins einzigem Farbfilm Die Gräfin von Hongkong, einer britischen Filmkomödie aus dem Jahr 1967, spielte sie neben Marlon Brando und Sophia Loren ein Society Girl. In der britischen Filmkomödie Ein blinder Passagier hat’s schwer aus dem Jahr 1970 spielte sie, neben ihren späteren Ehemann Leslie Phillips, die Rolle von dessen Freundin Ophelia O’Brien. In den folgenden Jahren hatte sie mehrere Rollen in britischen Fernsehserien wie Mit Schirm, Charme und Melone, Gene Bradley in geheimer Mission oder die Rolle der Lady Agatha Shawcross in You Rang, M’Lord?. Mitte der 1990er Jahre verabschiedete sie sich mit zwei Auftritten in der Fernsehserie As Time Goes By aus dem Film- und Fernsehgeschäft.

### Privatleben
Seit 1982 war sie mit dem Schauspieler Leslie Phillips, einem Commander of the Order of the British Empire (CBE), verheiratet.
Im März 2009 wurde bei ihr Darmkrebs diagnostiziert. Am 11. April 2011 starb Angela Scoular im Alter von 65 Jahren in London, wobei man von einem Suizid ausging.

## Filmografie
- 1963–1964: No Hiding Place (Fernsehserie, 2 Folgen)
- 1965: Romeo and Juliet (Fernsehfilm)
- 1966: Casino Royale
- 1966: David Copperfield (Fernsehserie, 2 Folgen)
- 1967: Die Gräfin von Hongkong (A Countess from Hong Kong)
- 1967: Girl in a Black Bikini (Fernsehserie, 1 Folge)
- 1967: Love Story (Fernsehserie, 1 Folge)
- 1967: Wuthering Heights (Fernsehserie, 4 Folgen)
- 1968: … unterm Holderbusch (Here We Go Round the Mulberry Bush)
- 1968: Die grosse Katharina (Great Catherine)
- 1968: Mit Schirm, Charme und Melone (The Avengers) (Fernsehserie, 1 Folge)
- 1969: Die letzten Abenteurer, auch: Playboys und Abenteurer (The Adventurers)
- 1969: Doctor in the House (Fernsehserie, 1 Folge)
- 1969: James Bond 007 – Im Geheimdienst Ihrer Majestät (On Her Majesty’s Secret Service)
- 1970: Ein blinder Passagier hat’s schwer (Doctor in Trouble)
- 1970: ITV Playhouse (Fernsehserie, 1 Folge)
- 1971: Equal Partners (Fernsehfilm)
- 1971–1981: Play for Today (Fernsehserie, 2 Folgen)
- 1972: Coronation Street (Fernsehserie)
- 1972: Gene Bradley in geheimer Mission (The Adventurer) (Fernsehserie, 1 Folge)
- 1972: Thirty-Minute Theatre (Fernsehserie, 1 Folge)
- 1973: Crown Court (Fernsehserie, 2 Folgen)
- 1973: Harriet’s Back in Town (Fernsehserie, 2 Folgen)
- 1973: ITV Saturday Night Theatre (Fernsehserie, 1 Folge)
- 1974: Beryl’s Lot (Fernsehserie, 3 Folgen)
- 1974: ITV Sunday Night Drama (Fernsehserie, 1 Folge)
- 1975: Rooms (Fernsehserie, 2 Folgen)
- 1976: Die unglaublichen Abenteuer eines Taxifahrers (Adventures of a Taxi Driver)
- 1977: Mein lieber Boß, Du bist ’ne Flasche (Adventures of a Private Eye)
- 1979: Penmarric (Fernsehserie, 4 Folgen)
- 1988–1993: You Rang, M’Lord? (Fernsehserie, 18 Folgen)
- 1996: As Time Goes By (Fernsehserie, 2 Folgen)

Weitere Auftritte
- 2000: Inside „On Her Majesty’s Secret Service“ (Video)
- 2002: The Best of British … als sie selbst (1 Folge)

Archivmaterial
- 2002: Andere tijden: De vergeten James Bond … als sie selbst (Fernsehfilm)